# Bessines-sur-Gartempe
 Bessines-sur-Gartempe  (en occitano Becinas) es una localidad y comuna de Francia, en la región de Lemosín, departamento de Alto Vienne, en el distrito de Bellac. Es la cabecera y la mayor población del cantón homónimo. Está integrada en la Communauté de communes de la Porte d'Occitanie, de la que es la mayor población.

## Demografía
| 2 513 | 2 509 | 2 317 | 2 664 | 2 640 | 2 713 | 2 630 | 2 656 | 2 630 | 2 590 | 2 701 | 2 636 | 2 661 | 2 658 | 2 728 | 2 783 | 2 756 | 2 690 | 2 688 | 2 595 | 2 531 | 2 527 | 2 579 | 2 635 | 2 158 | 2 026 | 3 025 | 2 990 | 2 982 | 3 011 | 2 988 | 2 743 | 2876 |
| Para los censos de 1962 a 1999 la población legal corresponde a la población sin duplicidades (Fuente: INSEE [Consultar]) |       |       |       |       |       |       |       |       |       |       |       |       |       |       |       |       |       |       |       |       |       |       |       |       |       |       |       |       |       |       |       |      |